# Газоза (прилепска)
Прилепска Газоза је газирано освежавајуће безалкохолно пиће са аромом и укусом крушке. Иако се пића са сличним или истим именом праве и у другим земљама, Газоза са укусом крушке је оригинални производ Северне Македоније, деценијама популаран међу становницима ове земље. Ово пиће често се, по укусу, пореди са клакером.
Једно је од најпродаванијих безалкохолних газираних напитака на македонском тржишту, а његов препознатљив укус цењен је и на иностраним тржиштима. Газоса се извози у околне балканске земље, Аустрију, Швајцарску, Шведску, Аустралију и Сједињене Америчке Државе. Газозу производи Прилепска пиварница.

## Енергетска вредност
| Енергетска вредност     | 37.0 kcal |
| ----------------------- | --------- |
| Протеини                | 0.0 g     |
| Угљени хидрати - шећери | 10.3 g    |
| Угљени хидрати - влакна | 0.0 g     |
| Масти                   | 0.0 g     |

## Употреба
Осим као освежавајуће пиће, у Македонији се Газоза користи и у кулинарству, па се тако може употребити и за прављење слатке погаче.